# 천원짜리 변호사
《천원짜리 변호사》는 2022년 9월 23일부터 2022년 11월 11일까지 방송된 SBS 금토 드라마이다.

## 기획 의도
수임료는 단돈 천원 실력은 단연 최고, '갓성비 변호사' 천지훈이 빽 없는 의뢰인들의 가장 든든한 빽이 되어주는 통쾌한 변호 활극!

## 제작진

### 제작사
- 스튜디오 S

### 극본
- 최수진 : SBS 월화 드라마 《사랑해》(집필), SBS 수목 드라마 《시티헌터》(공동 집필), SBS 월화 드라마 《피고인》(공동 집필), SBS 수목 드라마 《흉부외과 - 심장을 훔친 의사들》(공동 집필) 집필
- 최창환 : SBS 월화 드라마 《피고인》(공동 집필), SBS 수목 드라마 《흉부외과 - 심장을 훔친 의사들》(공동 집필) 집필

### 연출
- 김재현 : SBS 금토 드라마 《지금, 헤어지는 중입니다》(공동 연출) 연출
- 신중훈

## 등장인물
- (†) 표시는 드라마 상에서 최종적으로 사망한 인물이다.

### 주요 인물
- 남궁민 : 천지훈 역 - 변호사

“그 말 듣기 좋네. 천원짜리 변호사”
화려한 선글라스에 유럽에서나 볼 법한 체크무늬 정장을 입은 남자, 매일 다마스를 타고 그가 향하는 곳은 바로 다방 사무실. 이 남자, 대체 정체가 뭐야? 영국에 셜록이 있다면 한국엔 내가 있다. 느물느물하다가도 법정에 섰다 하면 치밀하고 날카로운 변론을 펼치는 점잖은 법조계의 짱돌 같은 이단아, 천지훈. 맞습니다. 천원짜리 한 장으로 살 수 있는 변호사가 바로 접니다. 왜 천원이냐고요? 천변이니까요!
- 김지은 : 백마리 역 - 검사시보

“아무리 업계가 불황이라도 변호사 품격이 있지, 천원이라니? 천원이라니!”
법조계 로열패밀리 출신으로 스펙은 화려하고 미래는 찬란한 사법연수원 마지막 기수 백마리. 사법연수원 수석 졸업이라는 타이틀을 업고 자신만만하던 그녀가 천변이라는 짱돌을 만나면서 순탄했던 인생에 급브레이크가 걸린다. 천원짜리 변론이 뻔하지 했는데… 마리가 승리를 자신했던 순간에 나타나 제동을 거는 천변! 그런 천변 밑에서 시보 두 달 못 버티면 로펌에 들어올 생각 말라는 할아버지의 경고. 할아버지, 그깟 돈 몇 푼에 움직이는 변호사 밑에서 일할 수 없어요!
- 최대훈 : 서민혁 역 - 검사

“뭐? 우리 마리가 지훈이네 사무실에서 일한다고? 아 그 자식 개또라이인데…”
철부지 매력을 품은 금수저, 일명 ‘강남 키드 검사’. 2년간의 미국 연수를 마치고 귀국한 그의 다음 목표는 일편단심 짝사랑해온 백마리와의 결혼. 프로페셔널한 검사로서의 모습 뒤에 마리 앞에서 한없이 약해지는 반전 매력을 가진 순정남의 정석, 서민혁. 한편, 검사 동기였던 천지훈을 만나기만 하면 유리 멘탈이 되어버리는데… 천지훈… 이 또라이를 다시 만날 줄이야. 근데 잠깐. 대체 우리 마리가 왜 저 또라이 옆에 있는 건데!

### 천지훈 주변인물
- 박진우 : 사무장 역 - 세탁소 운영

“아무래도 나 때문인 것 같아, 내가 천원을 줬거든. 그땐 돈이 없어서…”
천변의 첫 의뢰인. 성은 사요 이름은 무장이라, 역사 속 장군들을 존경했던 부친께서 지어주신 이름이 아주 찰떡인 본 투 비 사무장. 하필 천변을 만나 월급은 고사하고 제 돈 쓰고 제 차 몰면서 천변 뒤치다꺼리를 도맡아 한다. 월세 독촉하는 건물주 잔소리도 사무장 몫이다. 아우 미쳐 내가 미쳐, 전생에 무슨 원수가 져서... 투덜대면서도 천변의 온갖 꼴통 짓을 수습해 준다. 천변과는 떨어질래야 떨어질 수 없는 찰떡궁합 콤비. 셜록과 왓슨 안 부럽다.
- 공민정 : 나예진 역 - 검사

“아 맞다! 준비물. 여원아 미안. 엄마가 정신이 없네”
빠듯한 월급으로 야근에 시달리며 딸 여원이를 키우는 생활형 검사, 잘나가는 선배 동기들 보면 부럽기도 하지만 검사 선서 때의 초심만큼은 잃지 않으려 한다. 위에서는 안 알아줘도 후배들이 따르는 선배다. 천지훈, 서민혁, 백마리 모두. 천변의 오랜 동료이자 천변이 의지하는 유일한 사람. 천변을 누구보다 잘 알고, 이해하는 동료다. 지훈이? 수사 잘하기로 유명했지. 말 안 듣는 걸로는 더 유명했고. 상대가 누구든 물러서는 법이 없었어.

### 백마리 주변인물
- 이덕화 : 백현무 역 - 변호사

“법무법인 ‘백’ 저 글자 한 자를 여기 새기는 데 30년이 걸렸어”
백마리 할아버지이자 법무법인 백을 설립한 대표 변호사, 법무법인 백에 엘리트 변호사들이 수두룩한데도 회한이 가득하다. 내 꿈은 이게 아니었는데… 변호는 심장으로 하는 것이라는 신념을 가지고 있다. 어느 날 온 마음을 다해 변호를 펼치는 천변을 보았고, 그를 탐내기 시작한다. 내 로펌엔 저런 놈이 없어… 법이 수학공식인 줄 아는 손녀 마리를 천변에게 보낸다. 천변 밑에서 시보 두 달 못 버티면 내 로펌에 들어올 생각 말아!
- 조연희 : 오민아 역

마리의 어머니, 부유한 친정에서 자랐고, 음대 재학 시절 절대 허락 못한다던 시아버지 백현무의 거센 반대를 꺾고 법대생과 불타는 사랑에 빠져 결혼했다. 마리가 고등학생일 때 변호사였던 남편이 사망한 후 백현무와 갈등이 깊어졌다. 마리까지 머리 복잡하게 사는 변호사가 되길 원치 않았지만, 사법연수원을 마치고 법무법인 백에 들어가게 될 마리가 이제는 자랑스럽다. 예쁘고 머리 좋은 마리는 돈만 많고 외로웠던 나처럼은 안 살겠지.

### 서민혁 주변인물
- 하성광 : 서영준 역 - 파트너 변호사

“대표님 앞에서는 무조건 다 대표님 덕분이라고 해. 뭐든지!”
법무법인 백의 파트너 변호사이자 검사 서민혁의 아버지, 오랜 시간 백현무 대표를 보좌하며 그에 대한 충심이라고 겸손하게 핑계를 댔지만, 백현무 이후 법무법인 백을 이끌어 갈 사람은 바로 자신이라는 욕심이 있다. 법무법인 백을 법무법인 백&서로 바꿔보겠다는 야망을 가진 인물. 매사에 날카롭고 신중한 편이지만 아들 앞에서만은 약해지는 영락없는 아들바보. 우리 서민혁이, 다 컸네. 자신 있지?

### 그 외 인물
- 박정언 : 김연실 역 - 국회의원
- 이청아 : 이주영 역 - 사회적 약자를 위하고 법 아래 나쁜 놈은 반드시 죄 값을 치러야 한다고 여기는 정의감으로 가득 찬 대형로펌 백의 에이스 변호사
- 김자영 : 조을례 역 - 천지훈과 사무장이 있는 변호사 사무실의 건물주
- 황정민 : 이영옥 역 - 사무장의 아내
- 정민준 : 사준 역 - 사무장의 아들
- 이예주: 여원 역 - 나예진의 딸
- 박재철 : 불곰 역
- 김철윤 : 이명호 역
- 심지유 : 이명호의 딸 역
- 이소영 : 이명호의 아내 역
- 김영선 : 판사 역
- 김형묵 : 천영배 역 - 만복에게 갑질하는 아파트 입주민
- 김정호 : 김만복 역 - 아파트 경비원, 건우의 할아버지
- 박재준 : 김건우 역 - 천지훈의 어린 의뢰인, 만복의 손자
- 손인용 : 김태곤 역 - 영배에게 갑질을 당한 운전 기사
- 박성준 : 김민재 역
- 정규수 : 모태용 역
- 한동희 : 김수연 역
- 엄효섭 : 김춘길 역 †
- 박선아 : 유희주 역
- 이현서 : 한재숙 역 - 가사 도우미
- 미상 : 기자 역
- 미상 : 입찰자 역
- 윤나무 : 최기태 역
- 신담수 : 양상구 역
- 남명렬 : 김윤섭 역 †
- 김민상 : 대표 역
- 현봉식 : 황금식 역
- 미상 : 카킹 역
- 전진오 : 조우석 역 - 지하철에서 이주영을 살해했다고 경찰에 자수한 인물
- 미상 : 금융회사 대표 역
- 권혁범 : 차민철 역 - 이주영을 살해한 진범
- 주석태 : 최기석 역 - JQ 회장이자 진 최종 보스
- 미상 : 동네 할머니 역
- 미상 : 동네 할머니의 손자 역
- 김대근 - 불곰 부하 역

### 특별 출연
- 이제훈 : 이제훈 역
- 정문성 : 신중훈 역

## 시청률
최저 시청률과 최고 시청률은 시청률 조사회사와 지역별로 시청률에 차이가 있을 수 있습니다.
| 2022년 | 2022년    | 2022년         | 2022년         | 2022년       | 2022년 |
| 회차   | 방송일    | TNmS 시청률    | AGB 시청률     | AGB 시청률   |        |
| 회차   | 방송일    | 대한민국(전국) | 대한민국(전국) | 서울(수도권) |        |
| ------ | --------- | -------------- | -------------- | ------------ | ------ |
| 제1회  | 9월 23일  | 6.9%           | 8.1%           | 8.8%         |        |
| 제2회  | 9월 24일  | 7.8%           | 8.5%           | 8.8%         |        |
| 제3회  | 9월 30일  | -              | 12.9%          | 13.5%        |        |
| 제4회  | 10월 1일  | 9.5%           | 12.0%          | 12.6%        |        |
| 제5회  | 10월 7일  | 12.0%          | 14.9%          | 15.1%        |        |
| 제6회  | 10월 8일  | 11.3%          | 13.4%          | 13.6%        |        |
| 제7회  | 10월 14일 | 11.4%          | 14.5%          | 14.6%        |        |
| 제8회  | 10월 15일 | 11.3%          | 15.0%          | 15.6%        |        |
| 스페셜 | 10월 21일 | 7.1%           | 7.6%           | 8.0%         |        |
| 제9회  | 10월 22일 | 11.0%          | 14.6%          | 15.1%        |        |
| 제10회 | 10월 29일 | 10.7%          | 13.7%          | 14.1%        |        |
| 제11회 | 11월 5일  | 10.0%          | 13.6%          | 14.4%        |        |
| 제12회 | 11월 11일 | -              | 15.2%          | 15.8%        |        |

## OST
- Part 1 : 딘딘 - 줄서 (2022.09.24 발매)
- Part 2 : 쿤타 - 솔로몬 (2022.10.01 발매)
- Part 3 : 강허달림 - 또 하루는 (2022.10.08 발매)
- Part 4 : 김경호 - 천원짜리 변호사 (2022.10.14 발매)
- Part 5 : 타이거 JK - 와다다다 (2022.10.22 발매)
- Part 6 : 창하 - 늦지 말아요 (2022.10.29 발매)
- Part 7 : 플로라 - All Right (2022.11.05 발매)

## 참고 사항
- 남궁민과 김지은은 2019년에 방송된 KBS 2TV 수목 미니시리즈 《닥터 프리즈너》와 2021년에 방송된 MBC 금토 드라마 《검은 태양》에 이어서 3번째로 호흡을 맞추게 됐다.
- 남궁민, 김지은, 박진우는 2021년에 방송된 MBC 금토 드라마 《검은 태양》에 이어서 다시 한 번 더 재회한다.
- 남궁민과 박진우는 2020년에 방송된 SBS 금토 드라마 《스토브리그》와 2021년에 방송된 MBC 금토 드라마 《검은 태양》에 이어서 세 번째로 호흡을 맞추게 된 계기가 되었다.
- 남궁민과 이청아는 2021년에 방송된 TvN 월화 드라마 《낮과 밤》 이후로 1년 만에 재회하는 작품이다.
- 남궁민과 이제훈은 2020년에 방송된 SBS 금토 드라마 《스토브리그》 이후로 2년 만에 재회하는 작품이다.
- 남궁민과 정문성은 2017년에 방송된 KBS 2TV 수목 미니시리즈 《김과장》과 2021년에 방송된 MBC 금토 드라마 《검은 태양》에 이어서 세 번째로 호흡을 맞추게 된 계기가 되었다.
- 2022년 10월 15일 오후 3시 30분부터 판교 SK C&C 데이터 센터 화재로 카카오 서비스 모두 먹통되고 있어 본 드라마 또는 후속 작품에는 영향을 미칠 것으로 전망된다.[3]

## 수상 경력
- 2022년 SBS 연기대상 베스트 퍼포먼스상 (이청아)
- 2022년 SBS 연기대상 남자 조연상 (박진우)
- 2022년 SBS 연기대상 미니시리즈 코미디/로맨스 부문 여자 우수연기상 (김지은)
- 2022년 SBS 연기대상 여자 조연상 (공민정)
- 2022년 SBS 연기대상 신스틸러상 (김자영)
- 2022년 SBS 연기대상 디렉터즈 어워즈 (남궁민)